# Vůz Bt278, 283, 288 ČD
Vozy Bt278, původně označené jako Bai, Bt283, obě řady číslované v intervalu 50 54 21-19,  Bt288, číslované v intervalu 50 54 21-17, jsou řadami velkoprostorových osobních vozů druhé třídy z vozového parku Českých drah. Všechny vozy Bt278 (000–526) vyrobila Vagónka Studénka, vozy Bt283 a Bt288 jsou modernizacemi některých těchto vozů v ŽOS České Velenice.

## Technické informace
Jsou to neklimatizované vozy typu UIC-Y o délce 24 500 mm. Mají podvozky VÚKV vybavené špalíkovými brzdami. Jejich nejvyšší povolená rychlost je 120 km/h.
Vnější nástupní dveře těchto vozů jsou zalamovací. Vozy mají polospouštěcí okna.
Vozy mají velkoprostorové uspořádání interiéru s dvěma oddíly, z nichž jeden má pět fiktivních oddílů a druhý šest. Celkem mají 88 míst k sezení provedených jako dvojmístné lavice potažené červenou koženkou v uspořádání 2 + 2.
Nátěr je přes okna zelený a zbytek je bílý, nebo nověji přes okna modrý v novém korporátním stylu Českých drah od studia Najbrt.

## Modernizace

### Úpravy
V této sekci jsou chronologicky popsány úpravy, při kterých nedošlo k přeznačení vozů nebo k přeznačení došlo, ale přeznačené vozy jsou též popsány v tomto článku.
Vůz č. 083 měl z výroby podvozky VÚKV s kotoučovými brzdami.
Mezi roky 2004 a 2011 byla v ŽOS České Velenice ve 137 vozech zrušena jedna z umýváren a byla nahrazena služebním oddílem. Tyto vozy měly označení Bt283. Také byl upraven nátěr – v oblasti služebního oddílu je nad okny bílý pruh s nápisem „Služební oddíl“.
V roce 2005 bylo u vozu č. 212 upraven řídicí systém topení, který byl nově řízený procesorem.
V roce 2008 bylo ve třech vozech Bt278 a jednom voze Bt283 vyměněno elektrické vytápění pro provoz na trati Tábor–Bechyně s napájecí soustavou 1 500 V (vozy původně měly vytápění na stejnosměrné napětí 3 000 V, po úpravě 1 500 V). Takto upravené vozy jsou označené jako Bt288.

### Přestavby na jiné řady
Roku 1982 byl vůz č. 497 přestavěn na konferenční vůz. Byl vytvořen velký oddíl, ve kterém je celkem 35 židlí a stoly. Na jednom konci vozu je kuchyňka, na druhém WC a umývárna. Tento vůz byl dle tehdejších platných předpisů označen Aza. V roce 2009 byl tento vůz zmodernizován v ATECO Bubny. Do vozu byla dosazena nezávislá naftová elektrocentrála o výkonu 7,5 kW. WC tohoto vozu bylo vyměněno za chemické. Vůz slouží pro firemní prezentace. Nynější označení tohoto vozu je SR850.
V roce 2002 byl vůz č. 085 upraven v ŽOS České Velenice na řadu Bdt252. Z části vozu se šesti fiktivními oddíly byly odstraněny téměř všechny lavice (v této části zůstalo 12 míst k sezení) a místo nich byl vytvořen prostor pro přepravu 16 jízdních kol nebo 12 jízdních kol a čtyř dětských kočárků. Představek vozu přiléhající k této části byl též upraven, mimo jiného zde bylo odebráno WC.
V letech 2005–2006 byl do vozů Bt278 č. 192 a Bt283 č. 191 v ŽOS České Velenice dosazen centrální zdroj energie (CZE). U vozu č. 192 byla zároveň provedena stejná úprava, jakou prošly vozy označené Bt283. Nové označení těchto vozů je Btee284.
V letech 2005 až 2007 byl v ŽOS České Velenice do devíti vozů Bt278 dosazen centrální zdroj energie a vozům se změnilo označení na Btee285.
V letech 2007 a 2008 bylo zmodernizováno osm vozů Bt283 na řadu Bdtee286. Do vozů byl dosazen CZE a háky pro přepravu až osmi jízdních kol. Mimo to byl i upraven jeden nástupní prostor.
Ve stejných letech vznikla i řada Bdtee287. Výsledek rekonstrukce sedmi vozů je velmi podobný řadě Bdtee286.
V roce 2008 bylo do vozu Bt278 č. 234 dosazeno osm háků pro přepravu jízdních kol a na jednom představku bylo zrušeno WC. Vůz měl označení Bdt261. V roce 2012 byla v KOS Krnov ještě zrušena jedna umývárna a vůz přešel pod řadu Bdt262. Mezi roky 2007 a 2012 bylo upraveno v ŽOS České Velenice dalších 18 vozů Bt283 na Bdt262.

## Provoz
K ukončení pravidelného provozu vozů Bt278 došlo v roce 2014. Postupně byly všechny vozy zrušeny a pak pod tímto kódem zbyl jediný vůz, vedený v DHV Lužná u Rakovníka jako zrušený. V lednu 2020 byl odvezen do České Třebové na „železniční hřbitov“.
K ukončení pravidelného provozu vozů Bt283 došlo v roce 2015. V roce 2016 byly všechny vozy zrušeny. Poslední dva vozy byly v roce 2022 vedeny jako historické v Lužné u Rakovníka. Začátkem roku 2022 získaly tmavozelený nátěr ČSD.
Vozy Bt288 byly nasazovány na trať Tábor–Bechyně. Vozy 001, 002 a 004 byly zrušeny v roce 2015, vůz 003 výjimečně zasahoval do provozu i v dalších letech.